# Z Scuti
Z Scuti är en pulserande variabel  av Delta Cephei-typ (DCEP) i stjärnbilden Skölden.
Stjärnan varierar mellan visuell magnitud +9,05 och 10,16 med en period av 12,901325 dygn.